# Calamagrostis borii
Calamagrostis borii är en gräsart som beskrevs av Nikolai Nikolaievich Tzvelev. Calamagrostis borii ingår i släktet rör, och familjen gräs.
Artens utbredningsområde är Tibet. Inga underarter finns listade i Catalogue of Life.